# Tramwaje w Jenakijewem
Tramwaje w Jenakijewem – system komunikacji tramwajowej działający w ukraińskim mieście Jenakijewe.

## Historia
Tramwaje w Jenakijewem uruchomiono w 1932 r. Do II wojny światowej w mieście działały dwie niezależne sieci, dopiero po zakończeniu wojny wybudowano tunel pod torami kolejowymi, który połączył obie sieci. W pierwszej połowie lat 90. XX w. wybudowano linię tramwajową do mikrorajonu im. Brajlana. W mieście działa jedna zajezdnia.

## Linie
W Jenakijewem funkcjonują 3 linie tramwajowe:
| Linia | Trasa                                                                                                   |
| ----- | --- |
|       | Krasnyj Horodok ↔ Czeremuszky (seł. Watutina) wuł. Swerdłowa – wuł. Łermontowa                          |
|       | Czeremuszky (seł. Watutina) ↔ Szachta «Czerwonyj Żowteń» wuł. Łermontowa – wuł. Tiunowa – wuł. Haharina |
|       | Wijśkkomat (Centr) ↔ Mikrorajon im. Brajlana (Hirnyk) wuł. Tiunowa – wuł. Brajlana                      |

W latach 90. XX w. zlikwidowano linię nr 2, która kursowała na trasie Centr – Szachta „Czerwonyj Żowteń”.

## Tabor
W 2012 do miasta dostarczono trzy częściowo niskopodłogowe tramwaje KTM-23.
Tabor eksploatowany liniowo według stanu z 28 grudnia 2019 r.:
| Zdjęcie        | Typ            | Eksploatacja od | Liczba |
| -------------- | -------------- | --------------- | ------ |
|                | KTM-5M3        | 1976            | 7      |
|                | KTM-5A         | 1990            | 2      |
|                | KTM-23         | 2012            | 1      |
| Łączna liczba: | Łączna liczba: | Łączna liczba:  | 10     |

Tabor techniczny składał się z 2 wagonów GS-4.
Dodatkowo w latach 90. XX w. otrzymano 5 tramwajów ŁT-10. Jednak z powodów technicznych szybko je wycofano i zezłomowano w 2007 r.